# Swamp Thing (televisieserie uit 2019)
Swamp Thing is een Amerikaanse horrorserie, ontwikkeld door Gary Dauberman en Mark Verheiden voor de streamingdienst DC Universe, gebaseerd op het gelijknamige DC Comics-personage. Derek Mears portretteert Swamp Thing, een plantaardig wezen dat met de hulp van arts Abby Arcane (Crystal Reed) kwaadaardige krachten rond een moeras in Louisiana bestrijdt.
De serie ging in première op 31 mei 2019 en bestond uit 10 afleveringen. Kort na de première maakte DC Universe bekend dat Swamp Thing was geannuleerd. De resterende afleveringen werden uitgebracht op DC Universe tot de sluiting van de serie op 2 augustus 2019.

## Verhaal
Abby Arcane, een onderzoeker bij de Centers for Disease Control and Prevention keert terug naar haar geboorteplaats Marais, Louisiana. Daar bundelt ze haar krachten met Dr. Alec Holland om een dodelijk virus te onderzoeken dat in de moerassen is geboren. Kort nadat hun zoektocht begint, verdwijnt Alec op mysterieuze wijze midden in het moeras. Abby besluit hem te gaan zoeken en moet tegelijkertijd haar verleden en haar oude demonen onder ogen zien.

## Rolverdeling

### Hoofdrollen
- Crystal Reed als Abigail "Abby" Arcane
- Virginia Madsen als Maria Sunderland
- Andy Bean als Alec Holland
- Derek Mears als Swamp Thing
- Henderson Wade als Matt Cable
- Maria Sten als Liz Tremayne
- Jeryl Prescott als Nimue Inwudu / Xanadu
- Will Patton als Avery Sunderland
- Jennifer Beals als Lucilia Cable
- Kevin Durand als Jason Woodrue

### Bijrollen
- Leonardo Nam als Harlan Edwards
- Elle Graham als Susie Coyle
- Given Sharp als Shawna Sunderland
- Ian Ziering als Daniel Cassidy / Blue Devil
- Selena Anduze als Caroline Woodrue
- Macon Blair als Phantom Stranger
- Al Mitchell als Delroy Tremayne
- Michael Beach als Nathan Ellery

## Afleveringen
| Afl. | Titel                        | Releasedatum    |
| ---- | ---------------------------- | --------------- |
| 1    | Pilot                        | 31 mei 2019     |
| 2    | Worlds Apart                 | 7 juni 2019     |
| 3    | He Speaks                    | 14 juni 2019    |
| 4    | Darkness on the Edge of Town | 21 juni 2019    |
| 5    | Drive All Night              | 28 juni 2019    |
| 6    | The Price You Pay            | 5 juli 2019     |
| 7    | Brilliant Disguise           | 12 juli 2019    |
| 8    | Long Walk Home               | 19 juli 2019    |
| 9    | The Anatomy Lesson           | 16 juli 2019    |
| 10   | Loose Ends                   | 2 augustus 2019 |

## Prijzen en nominaties
| Jaar | Prijs        | Categorie                        | Genomineerde(n)                  | Uitslag     |
| ---- | ------------ | -------------------------------- | -------------------------------- | ----------- |
| 2019 | Saturn Award | Beste streaming superheldenserie | Beste streaming superheldenserie | Genomineerd |